# Fleetwood Mac (1975)
Fleetwood Mac (1975), ook ‘the white Fleetwood Mac album’, is het tiende album van de Fleetwood Mac. 
Dit album bevat de hitsingle Rhiannon, die ruim een jaar later in de Europese hitparades verscheen. In deze periode werd ook het album wel opgemerkt maar haalde het de top 20 niet. Ook nummers als Landslide en Over My Head worden gemist door het platenkopend publiek.

## Achtergrond
Als Mick Fleetwood in de gaten krijgt dat Bob Welch de band wil verlaten om solo te gaan, besluit de Engelsman op zoek te gaan naar een nieuwe gitarist en studio om het 10e album op te nemen. Hij komt vervolgens bij Sound City Studio terecht waar studio-engineer Keith Olsen werkzaam is. Om Fleetwood te overtuigen van de kwaliteit van de studio en zijn eigen skills, besluit deze Frozen Love van het album Buckingham Nicks te laten horen.
Dit maakt Fleetwood zo enthousiast dat hij Lindsey Buckingham benadert om in zijn band te komen spelen. Deze geeft aan dat hij en partner Stevie Nicks een duo zijn. De band gaat in conclaaf en Nicks schaft alle albums van de band aan en neemt uiteindelijk het voortouw voor de samenwerking.

## Ontvangst
'The white album' doet er bijna een jaar over om de eerste plaats te bereiken in de Amerikaanse Billboard 200. Toch waait het succes niet over naar Europa. Pas als de single Rhiannon in augustus 1976 wordt uitgebracht, valt ook het album op, maar verdwijnt ook net zo snel weer in de vergetelheid.

## Bezetting
1. Mick Fleetwood: drums
2. John McVie: basgitaar
3. Lindsey Buckingham: zang, gitaar
4. Christine McVie: zang, keyboard
5. Stevie Nicks: zang

## Tracklist
| Nr. | Titel          | Componist          | Duur |
| --- | -------------- | ------------------ | ---- |
| 1.  | Monday Morning | Lindsey Buckingham | 2:48 |
| 2.  | Warm Ways      | Christine McVie    | 3:54 |
| 3.  | Blue Letter    | Lindsey Buckingham | 2:41 |
| 4.  | Rhiannon       | Stevie Nicks       | 4:11 |
| 5.  | Over My Head   | Christine McVie    | 3:38 |
| 6.  | Crystal        | Lindsey Buckingham | 5:14 |

| Nr. | Titel           | Componist          | Duur |
| --- | --------------- | ------------------ | ---- |
| 1.  | Say You Love Me | Christine McVie    | 4:11 |
| 2.  | Landslide       | Stevie Nicks       | 3:19 |
| 3.  | World Turning   | Lindsey Buckingham | 4:25 |
| 4.  | Sugar Daddy     | Christine McVie    | 4:10 |
| 5.  | I'm So Afraid   | Lindsey Buckingham | 4:22 |